# Stavnsholtkirken
Stavnsholtkirken, tegnet af Johan Otto von Spreckelsen er en kirke i Farum Sogn i Furesø Kommune.

## Eksterne kilder og henvisninger
- Stavnholtkirken hos denstoredanske.dk
- Stavnholtkirken hos KortTilKirken.dk